# Kansk
Kansk (Russisch: Канск) is een stad in de zuidelijk Siberische kraj Krasnojarsk aan de rivier de Kan. Deze zijn voornamelijk van Russische afkomst. De stad had 103.000 inwoners bij de volkstelling van 2002 en ligt op 247 kilometer van Krasnojarsk.
Industrieel gezien is Kansk met enkele hout- en machineindustrieën niet al te belangrijk, ondanks het feit dat de stad aan de Kan ligt, een zijrivier van de Jenisej. Wel ligt het aan de weg die de veel belangrijkere stad Krasnojarsk verbindt met de meer oostelijk gelegen gebieden. Ook de Trans-Siberische spoorlijn, die van Moskou tot Vladivostok loopt, ligt aan deze stad.
De stad werd gesticht in 1628 als een ostrog, waarmee het een van de oudste steden van Siberië is. De plaats kreeg de status van stad in 1782 en ontwikkelde zich tot industriestad bij een van de eerste vijfjarenplannen in de jaren '20 van de 20e eeuw. In de buurt van de stad zijn meerdere garnizoenen van de Russische strijdkrachten gelegerd en bevinden zich meerdere oefentererreinen.